# 盲眼钟表匠
《盲眼钟表匠》（英語：The Blind Watchmaker）是理查德·道金斯于1986年出版的书，主要关于基于自然选择的进化论。他提出了一些观点以反驳他的上本书自私的基因所引起的争论（两本书都围绕着基因中心进化论）。
另有同名科普节目。